# Пирайно
Пира̀йно (на италиански: Piraino; на сицилиански: Pirainu, Пирайну) е малко градче и община в Южна Италия, провинция Месина, автономен регион и остров Сицилия. Разположено е на 416 m надморска височина. Населението на общината е 3990 души (към 2012 г.).